# Ada « Bricktop » Smith
Pour les articles homonymes, voir Ada Smith (homonymie) et Smith.
Ada Beatrice Queen Victoria Louise Virginia Smith, mieux connue sous le nom Bricktop (14 août 1894 - 1er février 1984) est une danseuse, chanteuse de jazz, actrice de music-hall afro-américaine qui se décrit elle-même comme une gardienne de saloon, qui possédait la boîte de nuit Chez Bricktop, rue Pigalle, à Paris de 1924 à 1961, ainsi que des clubs à Mexico et à Rome. Elle est considérée comme « … l'une des figures les plus légendaires et les plus durables de l'histoire culturelle américaine du XXe siècle ».

## Biographie

### Jeunesse
Smith naît à Alderson en Virginie-Occidentale ; elle est la plus jeune de quatre enfants d'un père Noir et d'une mère métisse, née en esclavage deux ans avant l'Emancipation Proclamation. Son grand-père était probablement le propriétaire irlando-américain de sa mère,. Lorsque son père meurt, la famille déménage à Chicago. C'est là que la vie dans les saloons de State Street et du South Side lui plaît et qu'elle acquiert son surnom, « Bricktop », à cause de ses cheveux roux flamboyant et de ses taches de rousseur, hérités de son père.
Elle est dans le chœur d'un théâtre à 15 ans et commence à se produire très jeune ; à 16 ans, elle tourne avec la Theatre Owners Booking Association et avec l'imprésario de music-hall Alexander Pantages. À 20 ans, ses représentations la conduisent à New York, dans les meilleurs cabarets de Jazz Age à Harlem. Alors qu'elle se trouve au Barron's Exclusive Club, une boîte de nuit à Harlem, elle fait une recommandation pour le groupe d'Elmer Snowden, les Washingtonians et le club les engage. Un des membres est Duke Ellington.
En 1916, elle forme le Panama Trio avec Florence Mills et Cora Green au Panama Cafe à Chicago
Elle passe au Patricia Café à Vancouver en 1919 et 1920. Sa jambe est cassée lors d'une bagarre dans un bar qui a éclaté parmi les bûcherons scandinaves qui fréquentent le Patricia.

Sa première rencontre avec Cole Porter est relatée dans sa notice nécrologique : 

« Un jour, Porter est entré dans le cabaret et a commandé une bouteille de vin. "Petite fille, peux-tu danser le Charleston ?" a-t-il demandé. Oui, dit-elle. Et quand elle a fait la démonstration de la nouvelle danse, il s'est exclamé : "Quelles jambes ! Quelles jambes !" »

— The Herald-Dispatch
John Steinbeck est jeté hors de son club pour « comportement inhumain ». Il retrouve son affection en envoyant un taxi plein de roses.
Cole Porter l’emmène à Venise pour chanter et danser sur sa péniche pour des fêtes privées. Il organise de nombreuses fêtes, des « lovely parties (charmantes fêtes) » comme Bricktop les appelle, où il l'engage comme artiste, souvent pour enseigner à ses invités la dernière danse à la mode comme le charleston et le black bottom.
En 1924, elle travaille au Connie’s Inn de Harlem, lorsqu'elle reçoit une proposition d’engagement de la part d’Eugene Bullard pour remplacer Florence Emery Jones à Paris.

### Les nuits parisiennes de la Génération perdue
Eugene Bullard, qui dirige le Grand Duc, 52 rue Pigalle doit faire face au départ de Florence Emery Jones. Le mari de Florence, Palmer Jones, pianiste aux Ambassadeurs, fait une suggestion : « Pourquoi n’envoyez-vous pas un cable à New York ? Il y a une petite fille là-bas qui s'appelle Bricktop. Elle n’a pas de grande voix ni quoi que ce soit du genre, mais elle a la personnalité la plus maudite et elle peut danser. Elle sera un grand succès ici. »
Bricktop fait ses débuts au Grand Duc, et ouvre ensuite son propre cabaret, The Music Box, dans la même rue en 1926, appelé ensuite Chez Bricktop. Fumant le cigare, surnommée la doyenne de la Café society de Paris par les expatriés de la Génération perdue, elle attire de nombreuses personnalités dans son club, notamment Cole Porter, le duc et la duchesse de Windsor.
Dans la nouvelle Retour à Babylone (Babylon Revisited) de F. Scott Fitzgerald parue en 1931, le protagoniste envisage une visite au club de Bricktop à Paris. T. S. Eliot lui dédie son poème Bricktops. Ernest Hemingway, Evelyn Waugh, F. Scott Fitzgerald et Zelda Fitzgerald se sont saoulés Chez Bricktop. Cole Porter lui donne des robes et des fourrures et a même composé une chanson pour elle. Ella Fitzgerald dit un jour : « Ma plus grande gloire est que j'ai rencontré Bricktop avant Cole Porter. »

« Le Grand-Duc était, pour un lieu de réunion nocturne où l’on chante où l’on danse, un endroit étrangement étroit, une sorte de couloir qui menait à une crypte, sans nulle ombre ancienne, sans cachotterie religieuse, sans fond des âges, mais de laquelle le chant de Brick Top s’élevait, guttural, comme la voix du bonheur commentant les détresses des passions humaines. Elle était de ces Noirs d’Amérique qui trouvaient alors à Paris, une manière d’être qu’ils ne connaissaient pas dans le pays natal et qui leur permettait de faire valoir, sans arrière-pensée, leurs produits de beauté. Brick Top avait le teint assez clair pour une femme de couleur et son visage de brique, comme son sobriquet l’indique, était ponctué de légères taches qui, sur une peau blanche, auraient été des taches de rousseur. Cela ajoutait à l’étrange beauté de ce visage grave et souriant. Le corps était solide mais sans lourdeur. On pouvait s’étonner même de sa flexibilité quand elle chantait et se tordait les bras pour mimer les sentiments qu’elle exprimait : When I was in St James infirmary… Elle était, le plus souvent, habillée d’une tunique blanche scintillante et bruissante de perles qui mettait en valeur ses belles épaules brunes. On parle parfois d’un port de déesse […] c’est un peu dans cet état d’esprit, que nous écoutions chanter Brick Top, Michel Leiris et moi. Il venait, chez Brick Top, de rares Français comme nous et beaucoup d’Américains littéraires et artistiques des années 1920. Je n’y ai rencontré ni Hemingway, ni Scott Fitzgerald mais ils y venaient. Au petit jour, les Noirs américains de Paris, chanteurs, danseurs ou musiciens qui avaient fini leur travail, débarquaient chez Brick Top, joyeux et beaux dans des habillements d’une richesse extrême et ils s’en donnaient à cœur joie. »

— Jacques Baron
Ses protégés sont Duke Ellington et Joséphine Baker. Elle est l'une des premières qui montre les ficelles du métier à Paris au cours des premiers mois qui suivent l'arrivée de Baker en Europe en 1925. Jean-Claude Baker (en), l'un des enfants de Joséphine Baker, mentionne, dans la biographie sur sa mère, Bricktop comme l'une des amantes de Baker. Elle travaille avec Langston Hughes quand il est encore busboy.
En 1929, elle déménage au 66, rue Pigalle. Edith Wilson, Ruth Virginia Bayton et Zaidee Jackson s'y produisent.
Elle épouse le saxophoniste Peter DuConge (en) dans le 9e arrondissement de Paris en 1930. Bien qu'ils se soient séparés après quelques années, ils n'ont jamais divorcé, Bricktop déclarant plus tard « qu'en tant que catholique, je ne reconnais pas le divorce. »
En 1931, elle s'installe dans la grande discothèque The Monico. Sa tête d'affiche est une jeune artiste, Mabel Mercer, qui devient une légende dans le cabaret. Elle n'engage que les meilleurs musiciens. Sidney Bechet et Django Reinhardt jouent pour elle. Quand Louis Armstrong est à Paris, il vient jouer, ainsi que Fats Waller et Duke Ellington.
Elle participe à la diffusion de programmes radiophoniques sur Radio-Paris de 1929 à 1937. Au cours de la Seconde Guerre mondiale, elle ferme Chez Bricktop et retourne aux États-Unis.

### Mexico, Rome
Elle rencontre des moments difficiles à New York dans les années 1940. En 1943, son ancienne amie, l'héritière de Duke Ellington, Doris Duke, lui prête de l'argent pour créer un club à Mexico. Elle s'y installe et ouvre une nouvelle discothèque en 1944.
En 1949, elle rentre en Europe. En 1950, elle vient brièvement à Paris, mais est rejetée par l'antiaméricanisme d'après-guerre ; elle se rend à Rome et fonde un club, le Bricktop's, sur la Via Veneto, un paradis pour les touristes américains et européens. Elle ferme son club et prend sa retraite en 1961 à l'âge de 67 ans en disant : « Je suis fatiguée, chérie, fatiguée de rester debout jusqu'à l'aube tous les jours. » Elle retourne ensuite aux États-Unis.

### Fin de carrière
Elle fait quelques tentatives de retour sur le devant de la scène à New York au cours des années suivantes et à Londres à 84 ans, où elle se révèle aussi professionnelle et dynamique qu’elle ne l’a jamais été, avec Love for Sale (en) de Cole Porter dans son répertoire.
En 1972, Bricktop fait son seul enregistrement, So Long Baby, avec Cy Coleman. Elle enregistre aussi quelques chansons de Cole Porter à New York à la fin des années 1970 avec la pianiste Dorothy Donegan. La session est réalisée par Otis Blackwell, produite par Jack Jordan pour le compte de la Sweet Box Company. Les chansons enregistrées sont : Love for Sale (en), Miss Otis Regrets (en), Happiness Is a Thing Called Joe, A Good Man Is Hard to Find, Am I Blue ? et He's Funny That Way. Cet enregistrement n'est pas encore publié aujourd'hui. Elle préfère qu'on ne la considère pas comme une chanteuse, mais plutôt comme une interprète.
Elle apparaît en 1974 dans le film de Michael Schultz, Honeybaby, Honeybaby (en), dans laquelle elle joue son propre rôle, dans un « Bricktop's » à Beyrouth. Elle fait une brève apparition, dans son propre rôle, dans le pseudo-documentaire Zelig, de Woody Allen, en 1983 ; elle s'y remémore une visite de Leonard Zelig dans son club et une tentative infructueuse de Cole Porter pour trouver une rime pour « You're the tops, you're Leonard Zelig ».
Elle écrit son autobiographie, Bricktop by Bricktop, avec l'aide de James Haskins, l'auteur prolifique qui a écrit les biographies de Thurgood Marshall et Rosa Parks.

### Décès
Bricktop meurt dans son sommeil dans son appartement de Manhattan le 1er février 1984, à l'âge de 89 ans. Elle est restée active toute sa vie et, selon James Haskins, avait parlé à des amis au téléphone quelques heures avant sa mort,. Elle est inhumée dans le carré Zinnia (rangée 32, tombe 74) au cimetière de Woodlawn.

## Publication
- Bricktop by Bricktop, autobiographie, avec James Haskins, Welcome Rain Publishers, 1983

## Hommage et héritage
La chanson de Cole Porter Miss Otis Regrets (en) de 1934 est écrite spécialement pour elle.
Django Reinhardt et Stéphane Grappelli écrivent une chanson qui s'appelle Brick Top, enregistrée à Paris en 1937 et à Rome en 1949[réf. nécessaire].
Vaginal Davis, artiste genderqueer américaine a animé le spectacle « Bricktops » de 2002 à 2005, inspiré par Ada, au Parlour Club (en), un bar sur le thème speakeasy à West Hollywood,.

### Sources
: document utilisé comme source pour la rédaction de cet article.
- [PDF] Chapitre 1, Les Dames, Grand and Small, Of Montmartre, The Paris of Bricktop, extrait de (en) Tracy Denean Sharpley-Whiting (en), Bricktop's Paris : African American Women in Paris between the Two World Wars, Albany, State University of New York Press, 2015, 398 p. (lire en ligne).
- (en) Bernard L. Peterson (préf. James V. Hatch), Profiles of African American Stage Performers and Theatre People, 1816-1960, Westport (Connecticut), Greenwood Press, 2001, 408 p. (ISBN 0-313-29534-4, OCLC 231876719, BNF 38815246, lire en ligne), p. 31-32.

### Autres
- (en) Shay Youngblood, Black Girl in Paris (roman), Riverhead Books, 2000, 228 p. (ISBN 978-1-57322-151-1, présentation en ligne, lire en ligne).

### Vidéos
- (en) [vidéo] « Ada 'Bricktop' Smith - St Louis Blues (1970) », sur YouTube
- (en) [vidéo] « Bricktop », sur YouTube